# Grand Prix van San Remo
De Grand Prix van San Remo was een autorace in de Italiaanse stad San Remo op het Circuit di Ospedaletti. De race maakte in 1948 en 1949 deel uit van de Grand Prix-seizoenen en was in 1950 en 1951 ook een niet-kampioenschapsronde in de Formule 1.

## Winnaars van de grand prix
- Hier worden alleen de races aangegeven die plaatsvonden tijdens de grand-prixseizoenen tot 1949 en Formule 1-races vanaf 1950.

| Jaar | Coureur            | Constructeur | Locatie     | Verslag |
| ---- | ------------------ | ------------ | ----------- | ------- |
| 1951 | Alberto Ascari     | Ferrari      | Ospedaletti | Verslag |
| 1950 | Juan Manuel Fangio | Alfa Romeo   | Ospedaletti | Verslag |
| 1949 | Juan Manuel Fangio | Maserati     | Ospedaletti | Verslag |
| 1948 | Alberto Ascari     | Maserati     | Ospedaletti | Verslag |